# عملية دمعة
عملية دمعة كانت عملية تابعة للبحرية الأمريكية خلال الحرب العالمية الثانية، أجريت بين شهر أبريل ومايو عام 1945، لإغراق القوارب الألمانية من نوع يو بوت القريبة من الساحل الشرقي للولايات المتحدة ويعتقد أنها مسلحة بقنابل في-1. وألمانيا قد هددت مسبقاً بمهاجمة نيويورك بقنابل في-1 وقاذفات (U-boat). بعد الحرب أعلنوا أن الغواصات لم تكن تحمل أي منهما.
تم التخطيط للعملية في أواخر عام 1944 استجابة لتقارير المخابرات التي أشارت إلى أن ألمانيا كانت تستعد بغواصات مسلحة بالصواريخ. تم تشكيل فرقتين من المضادين للغواصات التابعين للبحرية الأمريكية. تم تنفيذ الخطة في أبريل 1945 باستخدام عدة غواصات الفئة التاسعة التابعة لـ ألمانيا النازية وضعت في البحر من النرويج متجهة إلى أمريكا الشمالية، أستخدام هذا النوع من الغواصات لفترة وجيزة في الساحل الشرقي للولايات المتحدة في محاولة لعرقلة تدفق القوات والإمدادات المتجهة إلى أوروبا وبريطانيا.
خمسة من الغواصات البالغ عددها سبعة في المجموعة المتمركزة قبالة الولايات المتحدة غرقت، أربعة منها مع جميع أفراد الطاقم. تم القبض على ثلاثة وثلاثين من أفراد طاقم الغواصة الألمانية يو-546، وتم استجواب المتخصصين من بينهم بشكل سيء. غرقت واحدة من المدمرات البحرية الأمريكية، مع فقدان معظم طاقمها. انتهت الحرب بعد ذلك بوقت قصير واستسلمت جميع قوارب «يو بوت» وتم استجواب معظم أفراد الطاقم وكان ردهم على أن معدات إطلاق الصواريخ لم تكن مجهزة بعد.